# درخت گل‌ریز
درخت گل‌ریز (نام علمی: Terminalia parviflora) نام یک گونه از سرده ارجون است.